# Auxence (affluent de la Seine)
Pour les articles homonymes, voir Auxence.
À ne pas confondre avec l'Auxence, sous-affluent de la Loire.
L'Auxence est une petite rivière coulant dans le département de Seine-et-Marne, longue de 34,18 km, affluent en rive droite de la Seine.
Elle prend sa source au nord-est de Sognolles-en-Montois et conflue avec la Seine à Marolles-sur-Seine, à quelque six kilomètres en amont de Montereau-Fault-Yonne. Elle prend le nom de Vieille Seine à partir de Vimpelles.

## Communes traversées
En Seine-et-Marne
Sognolles-en-Montois ~ Cessoy-en-Montois ~ Meigneux ~ Donnemarie-Dontilly ~ Sigy ~ Thénisy ~ Paroy ~ Luisetaines ~ Les Ormes-sur-Voulzie ~ Saint-Sauveur-lès-Bray ~ Vimpelles ~ Égligny ~ Châtenay-sur-Seine ~ Courcelles-en-Bassée ~ La Tombe ~ Marolles-sur-Seine

## Affluents
L'Auxence compte  12 affluents dont :
- le ruisseau de Mons[2] qui prend naissance à Mons-en-Montois et se jette à Thénisy et mesure 4,1 km ;
- le ru de Sucy[3] qui prend naissance à Montigny-Lencoup et se jette à Égligny.

## Tourisme
Les communes de Donnemarie-Dontilly, Sigy, Paroy, Vimpelles,  Égligny, Courcelles-en-Bassée et Marolles-sur-Seine.